# Uwe Ehlers
Uwe Ehlers (ur. 8 marca 1975 w Rostocku) – niemiecki piłkarz występujący na pozycji obrońcy, a także trener. W Bundeslidze rozegrał 122 mecze i strzelił 3 bramki.